# Jun Tanaka
Jun Tanaka (田中 淳 Tanaka Jun?, nacido el 1 de septiembre de 1983 en Saitama) es un exfutbolista japonés. Jugaba de defensa y su último club fue el Tonan Maebashi de Japón.

## Trayectoria

### Clubes
| Club           | País  | Año         |
| -------------- | ----- | ----------- |
| Thespa Kusatsu | Japón | 2006 - 2011 |
| Tonan Maebashi | Japón | 2013        |

## Estadística de carrera

### J. League
| Club           | Año   | J. League | J. League | Copa J. League | Copa J. League | Total | Total |
| Club           | Año   | Part.     | Goles     | Part.          | Goles          | Part. | Goles |
| -------------- | ----- | --------- | --------- | -------------- | -------------- | ----- | ----- |
| Thespa Kusatsu | 2006  | 20        | 0         | -              | -              | 20    | 0     |
| Thespa Kusatsu | 2007  | 27        | 0         | -              | -              | 27    | 0     |
| Thespa Kusatsu | 2008  | 35        | 2         | -              | -              | 35    | 2     |
| Thespa Kusatsu | 2009  | 43        | 2         | -              | -              | 43    | 2     |
| Thespa Kusatsu | 2010  | 28        | 0         | -              | -              | 28    | 0     |
| Thespa Kusatsu | 2011  | 17        | 0         | -              | -              | 17    | 0     |
| Total          | Total | 170       | 4         | 0              | 0              | 170   | 4     |